# عباس أباد العليا (أبهررود)
عباس أباد العلیا (بالفارسية: عباس‌آباد علیا) هي قرية تقع في إيران في قسم أبهررود الریفي. يقدر عدد سكانها بـ 89 نسمة .